# Parany de Lasker
El parany de Lasker o trampa de Lasker és un parany d'obertura al contragambit Albin, que rep el seu nom en honor d'Emanuel Lasker, malgrat que fou destacat en primer lloc per Serafino Dubois (Hooper & Whyld 1996, p. 219). És inusual en el sentit que mostra una promoció menor tan aviat com en el setè moviment.
|  |

|   | a | b | c | d | e | f | g | h |   |
| 8 | a8 negres torre · b8 negres cavall · c8 negres alfil · d8 negres dama · e8 negres rei · g8 negres cavall · h8 negres torre · a7 negres peó · b7 negres peó · c7 negres peó · f7 negres peó · g7 negres peó · h7 negres peó · e5 blanques peó · b4 negres alfil · c4 blanques peó · e3 negres peó · a2 blanques peó · b2 blanques peó · d2 blanques alfil · f2 blanques peó · g2 blanques peó · h2 blanques peó · a1 blanques torre · b1 blanques cavall · d1 blanques dama · e1 blanques rei · f1 blanques alfil · g1 blanques cavall · h1 blanques torre | a8 negres torre · b8 negres cavall · c8 negres alfil · d8 negres dama · e8 negres rei · g8 negres cavall · h8 negres torre · a7 negres peó · b7 negres peó · c7 negres peó · f7 negres peó · g7 negres peó · h7 negres peó · e5 blanques peó · b4 negres alfil · c4 blanques peó · e3 negres peó · a2 blanques peó · b2 blanques peó · d2 blanques alfil · f2 blanques peó · g2 blanques peó · h2 blanques peó · a1 blanques torre · b1 blanques cavall · d1 blanques dama · e1 blanques rei · f1 blanques alfil · g1 blanques cavall · h1 blanques torre | a8 negres torre · b8 negres cavall · c8 negres alfil · d8 negres dama · e8 negres rei · g8 negres cavall · h8 negres torre · a7 negres peó · b7 negres peó · c7 negres peó · f7 negres peó · g7 negres peó · h7 negres peó · e5 blanques peó · b4 negres alfil · c4 blanques peó · e3 negres peó · a2 blanques peó · b2 blanques peó · d2 blanques alfil · f2 blanques peó · g2 blanques peó · h2 blanques peó · a1 blanques torre · b1 blanques cavall · d1 blanques dama · e1 blanques rei · f1 blanques alfil · g1 blanques cavall · h1 blanques torre | a8 negres torre · b8 negres cavall · c8 negres alfil · d8 negres dama · e8 negres rei · g8 negres cavall · h8 negres torre · a7 negres peó · b7 negres peó · c7 negres peó · f7 negres peó · g7 negres peó · h7 negres peó · e5 blanques peó · b4 negres alfil · c4 blanques peó · e3 negres peó · a2 blanques peó · b2 blanques peó · d2 blanques alfil · f2 blanques peó · g2 blanques peó · h2 blanques peó · a1 blanques torre · b1 blanques cavall · d1 blanques dama · e1 blanques rei · f1 blanques alfil · g1 blanques cavall · h1 blanques torre | a8 negres torre · b8 negres cavall · c8 negres alfil · d8 negres dama · e8 negres rei · g8 negres cavall · h8 negres torre · a7 negres peó · b7 negres peó · c7 negres peó · f7 negres peó · g7 negres peó · h7 negres peó · e5 blanques peó · b4 negres alfil · c4 blanques peó · e3 negres peó · a2 blanques peó · b2 blanques peó · d2 blanques alfil · f2 blanques peó · g2 blanques peó · h2 blanques peó · a1 blanques torre · b1 blanques cavall · d1 blanques dama · e1 blanques rei · f1 blanques alfil · g1 blanques cavall · h1 blanques torre | a8 negres torre · b8 negres cavall · c8 negres alfil · d8 negres dama · e8 negres rei · g8 negres cavall · h8 negres torre · a7 negres peó · b7 negres peó · c7 negres peó · f7 negres peó · g7 negres peó · h7 negres peó · e5 blanques peó · b4 negres alfil · c4 blanques peó · e3 negres peó · a2 blanques peó · b2 blanques peó · d2 blanques alfil · f2 blanques peó · g2 blanques peó · h2 blanques peó · a1 blanques torre · b1 blanques cavall · d1 blanques dama · e1 blanques rei · f1 blanques alfil · g1 blanques cavall · h1 blanques torre | a8 negres torre · b8 negres cavall · c8 negres alfil · d8 negres dama · e8 negres rei · g8 negres cavall · h8 negres torre · a7 negres peó · b7 negres peó · c7 negres peó · f7 negres peó · g7 negres peó · h7 negres peó · e5 blanques peó · b4 negres alfil · c4 blanques peó · e3 negres peó · a2 blanques peó · b2 blanques peó · d2 blanques alfil · f2 blanques peó · g2 blanques peó · h2 blanques peó · a1 blanques torre · b1 blanques cavall · d1 blanques dama · e1 blanques rei · f1 blanques alfil · g1 blanques cavall · h1 blanques torre | a8 negres torre · b8 negres cavall · c8 negres alfil · d8 negres dama · e8 negres rei · g8 negres cavall · h8 negres torre · a7 negres peó · b7 negres peó · c7 negres peó · f7 negres peó · g7 negres peó · h7 negres peó · e5 blanques peó · b4 negres alfil · c4 blanques peó · e3 negres peó · a2 blanques peó · b2 blanques peó · d2 blanques alfil · f2 blanques peó · g2 blanques peó · h2 blanques peó · a1 blanques torre · b1 blanques cavall · d1 blanques dama · e1 blanques rei · f1 blanques alfil · g1 blanques cavall · h1 blanques torre | 8 |
| 7 | a8 negres torre · b8 negres cavall · c8 negres alfil · d8 negres dama · e8 negres rei · g8 negres cavall · h8 negres torre · a7 negres peó · b7 negres peó · c7 negres peó · f7 negres peó · g7 negres peó · h7 negres peó · e5 blanques peó · b4 negres alfil · c4 blanques peó · e3 negres peó · a2 blanques peó · b2 blanques peó · d2 blanques alfil · f2 blanques peó · g2 blanques peó · h2 blanques peó · a1 blanques torre · b1 blanques cavall · d1 blanques dama · e1 blanques rei · f1 blanques alfil · g1 blanques cavall · h1 blanques torre | a8 negres torre · b8 negres cavall · c8 negres alfil · d8 negres dama · e8 negres rei · g8 negres cavall · h8 negres torre · a7 negres peó · b7 negres peó · c7 negres peó · f7 negres peó · g7 negres peó · h7 negres peó · e5 blanques peó · b4 negres alfil · c4 blanques peó · e3 negres peó · a2 blanques peó · b2 blanques peó · d2 blanques alfil · f2 blanques peó · g2 blanques peó · h2 blanques peó · a1 blanques torre · b1 blanques cavall · d1 blanques dama · e1 blanques rei · f1 blanques alfil · g1 blanques cavall · h1 blanques torre | a8 negres torre · b8 negres cavall · c8 negres alfil · d8 negres dama · e8 negres rei · g8 negres cavall · h8 negres torre · a7 negres peó · b7 negres peó · c7 negres peó · f7 negres peó · g7 negres peó · h7 negres peó · e5 blanques peó · b4 negres alfil · c4 blanques peó · e3 negres peó · a2 blanques peó · b2 blanques peó · d2 blanques alfil · f2 blanques peó · g2 blanques peó · h2 blanques peó · a1 blanques torre · b1 blanques cavall · d1 blanques dama · e1 blanques rei · f1 blanques alfil · g1 blanques cavall · h1 blanques torre | a8 negres torre · b8 negres cavall · c8 negres alfil · d8 negres dama · e8 negres rei · g8 negres cavall · h8 negres torre · a7 negres peó · b7 negres peó · c7 negres peó · f7 negres peó · g7 negres peó · h7 negres peó · e5 blanques peó · b4 negres alfil · c4 blanques peó · e3 negres peó · a2 blanques peó · b2 blanques peó · d2 blanques alfil · f2 blanques peó · g2 blanques peó · h2 blanques peó · a1 blanques torre · b1 blanques cavall · d1 blanques dama · e1 blanques rei · f1 blanques alfil · g1 blanques cavall · h1 blanques torre | a8 negres torre · b8 negres cavall · c8 negres alfil · d8 negres dama · e8 negres rei · g8 negres cavall · h8 negres torre · a7 negres peó · b7 negres peó · c7 negres peó · f7 negres peó · g7 negres peó · h7 negres peó · e5 blanques peó · b4 negres alfil · c4 blanques peó · e3 negres peó · a2 blanques peó · b2 blanques peó · d2 blanques alfil · f2 blanques peó · g2 blanques peó · h2 blanques peó · a1 blanques torre · b1 blanques cavall · d1 blanques dama · e1 blanques rei · f1 blanques alfil · g1 blanques cavall · h1 blanques torre | a8 negres torre · b8 negres cavall · c8 negres alfil · d8 negres dama · e8 negres rei · g8 negres cavall · h8 negres torre · a7 negres peó · b7 negres peó · c7 negres peó · f7 negres peó · g7 negres peó · h7 negres peó · e5 blanques peó · b4 negres alfil · c4 blanques peó · e3 negres peó · a2 blanques peó · b2 blanques peó · d2 blanques alfil · f2 blanques peó · g2 blanques peó · h2 blanques peó · a1 blanques torre · b1 blanques cavall · d1 blanques dama · e1 blanques rei · f1 blanques alfil · g1 blanques cavall · h1 blanques torre | a8 negres torre · b8 negres cavall · c8 negres alfil · d8 negres dama · e8 negres rei · g8 negres cavall · h8 negres torre · a7 negres peó · b7 negres peó · c7 negres peó · f7 negres peó · g7 negres peó · h7 negres peó · e5 blanques peó · b4 negres alfil · c4 blanques peó · e3 negres peó · a2 blanques peó · b2 blanques peó · d2 blanques alfil · f2 blanques peó · g2 blanques peó · h2 blanques peó · a1 blanques torre · b1 blanques cavall · d1 blanques dama · e1 blanques rei · f1 blanques alfil · g1 blanques cavall · h1 blanques torre | a8 negres torre · b8 negres cavall · c8 negres alfil · d8 negres dama · e8 negres rei · g8 negres cavall · h8 negres torre · a7 negres peó · b7 negres peó · c7 negres peó · f7 negres peó · g7 negres peó · h7 negres peó · e5 blanques peó · b4 negres alfil · c4 blanques peó · e3 negres peó · a2 blanques peó · b2 blanques peó · d2 blanques alfil · f2 blanques peó · g2 blanques peó · h2 blanques peó · a1 blanques torre · b1 blanques cavall · d1 blanques dama · e1 blanques rei · f1 blanques alfil · g1 blanques cavall · h1 blanques torre | 7 |
| 6 | a8 negres torre · b8 negres cavall · c8 negres alfil · d8 negres dama · e8 negres rei · g8 negres cavall · h8 negres torre · a7 negres peó · b7 negres peó · c7 negres peó · f7 negres peó · g7 negres peó · h7 negres peó · e5 blanques peó · b4 negres alfil · c4 blanques peó · e3 negres peó · a2 blanques peó · b2 blanques peó · d2 blanques alfil · f2 blanques peó · g2 blanques peó · h2 blanques peó · a1 blanques torre · b1 blanques cavall · d1 blanques dama · e1 blanques rei · f1 blanques alfil · g1 blanques cavall · h1 blanques torre | a8 negres torre · b8 negres cavall · c8 negres alfil · d8 negres dama · e8 negres rei · g8 negres cavall · h8 negres torre · a7 negres peó · b7 negres peó · c7 negres peó · f7 negres peó · g7 negres peó · h7 negres peó · e5 blanques peó · b4 negres alfil · c4 blanques peó · e3 negres peó · a2 blanques peó · b2 blanques peó · d2 blanques alfil · f2 blanques peó · g2 blanques peó · h2 blanques peó · a1 blanques torre · b1 blanques cavall · d1 blanques dama · e1 blanques rei · f1 blanques alfil · g1 blanques cavall · h1 blanques torre | a8 negres torre · b8 negres cavall · c8 negres alfil · d8 negres dama · e8 negres rei · g8 negres cavall · h8 negres torre · a7 negres peó · b7 negres peó · c7 negres peó · f7 negres peó · g7 negres peó · h7 negres peó · e5 blanques peó · b4 negres alfil · c4 blanques peó · e3 negres peó · a2 blanques peó · b2 blanques peó · d2 blanques alfil · f2 blanques peó · g2 blanques peó · h2 blanques peó · a1 blanques torre · b1 blanques cavall · d1 blanques dama · e1 blanques rei · f1 blanques alfil · g1 blanques cavall · h1 blanques torre | a8 negres torre · b8 negres cavall · c8 negres alfil · d8 negres dama · e8 negres rei · g8 negres cavall · h8 negres torre · a7 negres peó · b7 negres peó · c7 negres peó · f7 negres peó · g7 negres peó · h7 negres peó · e5 blanques peó · b4 negres alfil · c4 blanques peó · e3 negres peó · a2 blanques peó · b2 blanques peó · d2 blanques alfil · f2 blanques peó · g2 blanques peó · h2 blanques peó · a1 blanques torre · b1 blanques cavall · d1 blanques dama · e1 blanques rei · f1 blanques alfil · g1 blanques cavall · h1 blanques torre | a8 negres torre · b8 negres cavall · c8 negres alfil · d8 negres dama · e8 negres rei · g8 negres cavall · h8 negres torre · a7 negres peó · b7 negres peó · c7 negres peó · f7 negres peó · g7 negres peó · h7 negres peó · e5 blanques peó · b4 negres alfil · c4 blanques peó · e3 negres peó · a2 blanques peó · b2 blanques peó · d2 blanques alfil · f2 blanques peó · g2 blanques peó · h2 blanques peó · a1 blanques torre · b1 blanques cavall · d1 blanques dama · e1 blanques rei · f1 blanques alfil · g1 blanques cavall · h1 blanques torre | a8 negres torre · b8 negres cavall · c8 negres alfil · d8 negres dama · e8 negres rei · g8 negres cavall · h8 negres torre · a7 negres peó · b7 negres peó · c7 negres peó · f7 negres peó · g7 negres peó · h7 negres peó · e5 blanques peó · b4 negres alfil · c4 blanques peó · e3 negres peó · a2 blanques peó · b2 blanques peó · d2 blanques alfil · f2 blanques peó · g2 blanques peó · h2 blanques peó · a1 blanques torre · b1 blanques cavall · d1 blanques dama · e1 blanques rei · f1 blanques alfil · g1 blanques cavall · h1 blanques torre | a8 negres torre · b8 negres cavall · c8 negres alfil · d8 negres dama · e8 negres rei · g8 negres cavall · h8 negres torre · a7 negres peó · b7 negres peó · c7 negres peó · f7 negres peó · g7 negres peó · h7 negres peó · e5 blanques peó · b4 negres alfil · c4 blanques peó · e3 negres peó · a2 blanques peó · b2 blanques peó · d2 blanques alfil · f2 blanques peó · g2 blanques peó · h2 blanques peó · a1 blanques torre · b1 blanques cavall · d1 blanques dama · e1 blanques rei · f1 blanques alfil · g1 blanques cavall · h1 blanques torre | a8 negres torre · b8 negres cavall · c8 negres alfil · d8 negres dama · e8 negres rei · g8 negres cavall · h8 negres torre · a7 negres peó · b7 negres peó · c7 negres peó · f7 negres peó · g7 negres peó · h7 negres peó · e5 blanques peó · b4 negres alfil · c4 blanques peó · e3 negres peó · a2 blanques peó · b2 blanques peó · d2 blanques alfil · f2 blanques peó · g2 blanques peó · h2 blanques peó · a1 blanques torre · b1 blanques cavall · d1 blanques dama · e1 blanques rei · f1 blanques alfil · g1 blanques cavall · h1 blanques torre | 6 |
| 5 | a8 negres torre · b8 negres cavall · c8 negres alfil · d8 negres dama · e8 negres rei · g8 negres cavall · h8 negres torre · a7 negres peó · b7 negres peó · c7 negres peó · f7 negres peó · g7 negres peó · h7 negres peó · e5 blanques peó · b4 negres alfil · c4 blanques peó · e3 negres peó · a2 blanques peó · b2 blanques peó · d2 blanques alfil · f2 blanques peó · g2 blanques peó · h2 blanques peó · a1 blanques torre · b1 blanques cavall · d1 blanques dama · e1 blanques rei · f1 blanques alfil · g1 blanques cavall · h1 blanques torre | a8 negres torre · b8 negres cavall · c8 negres alfil · d8 negres dama · e8 negres rei · g8 negres cavall · h8 negres torre · a7 negres peó · b7 negres peó · c7 negres peó · f7 negres peó · g7 negres peó · h7 negres peó · e5 blanques peó · b4 negres alfil · c4 blanques peó · e3 negres peó · a2 blanques peó · b2 blanques peó · d2 blanques alfil · f2 blanques peó · g2 blanques peó · h2 blanques peó · a1 blanques torre · b1 blanques cavall · d1 blanques dama · e1 blanques rei · f1 blanques alfil · g1 blanques cavall · h1 blanques torre | a8 negres torre · b8 negres cavall · c8 negres alfil · d8 negres dama · e8 negres rei · g8 negres cavall · h8 negres torre · a7 negres peó · b7 negres peó · c7 negres peó · f7 negres peó · g7 negres peó · h7 negres peó · e5 blanques peó · b4 negres alfil · c4 blanques peó · e3 negres peó · a2 blanques peó · b2 blanques peó · d2 blanques alfil · f2 blanques peó · g2 blanques peó · h2 blanques peó · a1 blanques torre · b1 blanques cavall · d1 blanques dama · e1 blanques rei · f1 blanques alfil · g1 blanques cavall · h1 blanques torre | a8 negres torre · b8 negres cavall · c8 negres alfil · d8 negres dama · e8 negres rei · g8 negres cavall · h8 negres torre · a7 negres peó · b7 negres peó · c7 negres peó · f7 negres peó · g7 negres peó · h7 negres peó · e5 blanques peó · b4 negres alfil · c4 blanques peó · e3 negres peó · a2 blanques peó · b2 blanques peó · d2 blanques alfil · f2 blanques peó · g2 blanques peó · h2 blanques peó · a1 blanques torre · b1 blanques cavall · d1 blanques dama · e1 blanques rei · f1 blanques alfil · g1 blanques cavall · h1 blanques torre | a8 negres torre · b8 negres cavall · c8 negres alfil · d8 negres dama · e8 negres rei · g8 negres cavall · h8 negres torre · a7 negres peó · b7 negres peó · c7 negres peó · f7 negres peó · g7 negres peó · h7 negres peó · e5 blanques peó · b4 negres alfil · c4 blanques peó · e3 negres peó · a2 blanques peó · b2 blanques peó · d2 blanques alfil · f2 blanques peó · g2 blanques peó · h2 blanques peó · a1 blanques torre · b1 blanques cavall · d1 blanques dama · e1 blanques rei · f1 blanques alfil · g1 blanques cavall · h1 blanques torre | a8 negres torre · b8 negres cavall · c8 negres alfil · d8 negres dama · e8 negres rei · g8 negres cavall · h8 negres torre · a7 negres peó · b7 negres peó · c7 negres peó · f7 negres peó · g7 negres peó · h7 negres peó · e5 blanques peó · b4 negres alfil · c4 blanques peó · e3 negres peó · a2 blanques peó · b2 blanques peó · d2 blanques alfil · f2 blanques peó · g2 blanques peó · h2 blanques peó · a1 blanques torre · b1 blanques cavall · d1 blanques dama · e1 blanques rei · f1 blanques alfil · g1 blanques cavall · h1 blanques torre | a8 negres torre · b8 negres cavall · c8 negres alfil · d8 negres dama · e8 negres rei · g8 negres cavall · h8 negres torre · a7 negres peó · b7 negres peó · c7 negres peó · f7 negres peó · g7 negres peó · h7 negres peó · e5 blanques peó · b4 negres alfil · c4 blanques peó · e3 negres peó · a2 blanques peó · b2 blanques peó · d2 blanques alfil · f2 blanques peó · g2 blanques peó · h2 blanques peó · a1 blanques torre · b1 blanques cavall · d1 blanques dama · e1 blanques rei · f1 blanques alfil · g1 blanques cavall · h1 blanques torre | a8 negres torre · b8 negres cavall · c8 negres alfil · d8 negres dama · e8 negres rei · g8 negres cavall · h8 negres torre · a7 negres peó · b7 negres peó · c7 negres peó · f7 negres peó · g7 negres peó · h7 negres peó · e5 blanques peó · b4 negres alfil · c4 blanques peó · e3 negres peó · a2 blanques peó · b2 blanques peó · d2 blanques alfil · f2 blanques peó · g2 blanques peó · h2 blanques peó · a1 blanques torre · b1 blanques cavall · d1 blanques dama · e1 blanques rei · f1 blanques alfil · g1 blanques cavall · h1 blanques torre | 5 |
| 4 | a8 negres torre · b8 negres cavall · c8 negres alfil · d8 negres dama · e8 negres rei · g8 negres cavall · h8 negres torre · a7 negres peó · b7 negres peó · c7 negres peó · f7 negres peó · g7 negres peó · h7 negres peó · e5 blanques peó · b4 negres alfil · c4 blanques peó · e3 negres peó · a2 blanques peó · b2 blanques peó · d2 blanques alfil · f2 blanques peó · g2 blanques peó · h2 blanques peó · a1 blanques torre · b1 blanques cavall · d1 blanques dama · e1 blanques rei · f1 blanques alfil · g1 blanques cavall · h1 blanques torre | a8 negres torre · b8 negres cavall · c8 negres alfil · d8 negres dama · e8 negres rei · g8 negres cavall · h8 negres torre · a7 negres peó · b7 negres peó · c7 negres peó · f7 negres peó · g7 negres peó · h7 negres peó · e5 blanques peó · b4 negres alfil · c4 blanques peó · e3 negres peó · a2 blanques peó · b2 blanques peó · d2 blanques alfil · f2 blanques peó · g2 blanques peó · h2 blanques peó · a1 blanques torre · b1 blanques cavall · d1 blanques dama · e1 blanques rei · f1 blanques alfil · g1 blanques cavall · h1 blanques torre | a8 negres torre · b8 negres cavall · c8 negres alfil · d8 negres dama · e8 negres rei · g8 negres cavall · h8 negres torre · a7 negres peó · b7 negres peó · c7 negres peó · f7 negres peó · g7 negres peó · h7 negres peó · e5 blanques peó · b4 negres alfil · c4 blanques peó · e3 negres peó · a2 blanques peó · b2 blanques peó · d2 blanques alfil · f2 blanques peó · g2 blanques peó · h2 blanques peó · a1 blanques torre · b1 blanques cavall · d1 blanques dama · e1 blanques rei · f1 blanques alfil · g1 blanques cavall · h1 blanques torre | a8 negres torre · b8 negres cavall · c8 negres alfil · d8 negres dama · e8 negres rei · g8 negres cavall · h8 negres torre · a7 negres peó · b7 negres peó · c7 negres peó · f7 negres peó · g7 negres peó · h7 negres peó · e5 blanques peó · b4 negres alfil · c4 blanques peó · e3 negres peó · a2 blanques peó · b2 blanques peó · d2 blanques alfil · f2 blanques peó · g2 blanques peó · h2 blanques peó · a1 blanques torre · b1 blanques cavall · d1 blanques dama · e1 blanques rei · f1 blanques alfil · g1 blanques cavall · h1 blanques torre | a8 negres torre · b8 negres cavall · c8 negres alfil · d8 negres dama · e8 negres rei · g8 negres cavall · h8 negres torre · a7 negres peó · b7 negres peó · c7 negres peó · f7 negres peó · g7 negres peó · h7 negres peó · e5 blanques peó · b4 negres alfil · c4 blanques peó · e3 negres peó · a2 blanques peó · b2 blanques peó · d2 blanques alfil · f2 blanques peó · g2 blanques peó · h2 blanques peó · a1 blanques torre · b1 blanques cavall · d1 blanques dama · e1 blanques rei · f1 blanques alfil · g1 blanques cavall · h1 blanques torre | a8 negres torre · b8 negres cavall · c8 negres alfil · d8 negres dama · e8 negres rei · g8 negres cavall · h8 negres torre · a7 negres peó · b7 negres peó · c7 negres peó · f7 negres peó · g7 negres peó · h7 negres peó · e5 blanques peó · b4 negres alfil · c4 blanques peó · e3 negres peó · a2 blanques peó · b2 blanques peó · d2 blanques alfil · f2 blanques peó · g2 blanques peó · h2 blanques peó · a1 blanques torre · b1 blanques cavall · d1 blanques dama · e1 blanques rei · f1 blanques alfil · g1 blanques cavall · h1 blanques torre | a8 negres torre · b8 negres cavall · c8 negres alfil · d8 negres dama · e8 negres rei · g8 negres cavall · h8 negres torre · a7 negres peó · b7 negres peó · c7 negres peó · f7 negres peó · g7 negres peó · h7 negres peó · e5 blanques peó · b4 negres alfil · c4 blanques peó · e3 negres peó · a2 blanques peó · b2 blanques peó · d2 blanques alfil · f2 blanques peó · g2 blanques peó · h2 blanques peó · a1 blanques torre · b1 blanques cavall · d1 blanques dama · e1 blanques rei · f1 blanques alfil · g1 blanques cavall · h1 blanques torre | a8 negres torre · b8 negres cavall · c8 negres alfil · d8 negres dama · e8 negres rei · g8 negres cavall · h8 negres torre · a7 negres peó · b7 negres peó · c7 negres peó · f7 negres peó · g7 negres peó · h7 negres peó · e5 blanques peó · b4 negres alfil · c4 blanques peó · e3 negres peó · a2 blanques peó · b2 blanques peó · d2 blanques alfil · f2 blanques peó · g2 blanques peó · h2 blanques peó · a1 blanques torre · b1 blanques cavall · d1 blanques dama · e1 blanques rei · f1 blanques alfil · g1 blanques cavall · h1 blanques torre | 4 |
| 3 | a8 negres torre · b8 negres cavall · c8 negres alfil · d8 negres dama · e8 negres rei · g8 negres cavall · h8 negres torre · a7 negres peó · b7 negres peó · c7 negres peó · f7 negres peó · g7 negres peó · h7 negres peó · e5 blanques peó · b4 negres alfil · c4 blanques peó · e3 negres peó · a2 blanques peó · b2 blanques peó · d2 blanques alfil · f2 blanques peó · g2 blanques peó · h2 blanques peó · a1 blanques torre · b1 blanques cavall · d1 blanques dama · e1 blanques rei · f1 blanques alfil · g1 blanques cavall · h1 blanques torre | a8 negres torre · b8 negres cavall · c8 negres alfil · d8 negres dama · e8 negres rei · g8 negres cavall · h8 negres torre · a7 negres peó · b7 negres peó · c7 negres peó · f7 negres peó · g7 negres peó · h7 negres peó · e5 blanques peó · b4 negres alfil · c4 blanques peó · e3 negres peó · a2 blanques peó · b2 blanques peó · d2 blanques alfil · f2 blanques peó · g2 blanques peó · h2 blanques peó · a1 blanques torre · b1 blanques cavall · d1 blanques dama · e1 blanques rei · f1 blanques alfil · g1 blanques cavall · h1 blanques torre | a8 negres torre · b8 negres cavall · c8 negres alfil · d8 negres dama · e8 negres rei · g8 negres cavall · h8 negres torre · a7 negres peó · b7 negres peó · c7 negres peó · f7 negres peó · g7 negres peó · h7 negres peó · e5 blanques peó · b4 negres alfil · c4 blanques peó · e3 negres peó · a2 blanques peó · b2 blanques peó · d2 blanques alfil · f2 blanques peó · g2 blanques peó · h2 blanques peó · a1 blanques torre · b1 blanques cavall · d1 blanques dama · e1 blanques rei · f1 blanques alfil · g1 blanques cavall · h1 blanques torre | a8 negres torre · b8 negres cavall · c8 negres alfil · d8 negres dama · e8 negres rei · g8 negres cavall · h8 negres torre · a7 negres peó · b7 negres peó · c7 negres peó · f7 negres peó · g7 negres peó · h7 negres peó · e5 blanques peó · b4 negres alfil · c4 blanques peó · e3 negres peó · a2 blanques peó · b2 blanques peó · d2 blanques alfil · f2 blanques peó · g2 blanques peó · h2 blanques peó · a1 blanques torre · b1 blanques cavall · d1 blanques dama · e1 blanques rei · f1 blanques alfil · g1 blanques cavall · h1 blanques torre | a8 negres torre · b8 negres cavall · c8 negres alfil · d8 negres dama · e8 negres rei · g8 negres cavall · h8 negres torre · a7 negres peó · b7 negres peó · c7 negres peó · f7 negres peó · g7 negres peó · h7 negres peó · e5 blanques peó · b4 negres alfil · c4 blanques peó · e3 negres peó · a2 blanques peó · b2 blanques peó · d2 blanques alfil · f2 blanques peó · g2 blanques peó · h2 blanques peó · a1 blanques torre · b1 blanques cavall · d1 blanques dama · e1 blanques rei · f1 blanques alfil · g1 blanques cavall · h1 blanques torre | a8 negres torre · b8 negres cavall · c8 negres alfil · d8 negres dama · e8 negres rei · g8 negres cavall · h8 negres torre · a7 negres peó · b7 negres peó · c7 negres peó · f7 negres peó · g7 negres peó · h7 negres peó · e5 blanques peó · b4 negres alfil · c4 blanques peó · e3 negres peó · a2 blanques peó · b2 blanques peó · d2 blanques alfil · f2 blanques peó · g2 blanques peó · h2 blanques peó · a1 blanques torre · b1 blanques cavall · d1 blanques dama · e1 blanques rei · f1 blanques alfil · g1 blanques cavall · h1 blanques torre | a8 negres torre · b8 negres cavall · c8 negres alfil · d8 negres dama · e8 negres rei · g8 negres cavall · h8 negres torre · a7 negres peó · b7 negres peó · c7 negres peó · f7 negres peó · g7 negres peó · h7 negres peó · e5 blanques peó · b4 negres alfil · c4 blanques peó · e3 negres peó · a2 blanques peó · b2 blanques peó · d2 blanques alfil · f2 blanques peó · g2 blanques peó · h2 blanques peó · a1 blanques torre · b1 blanques cavall · d1 blanques dama · e1 blanques rei · f1 blanques alfil · g1 blanques cavall · h1 blanques torre | a8 negres torre · b8 negres cavall · c8 negres alfil · d8 negres dama · e8 negres rei · g8 negres cavall · h8 negres torre · a7 negres peó · b7 negres peó · c7 negres peó · f7 negres peó · g7 negres peó · h7 negres peó · e5 blanques peó · b4 negres alfil · c4 blanques peó · e3 negres peó · a2 blanques peó · b2 blanques peó · d2 blanques alfil · f2 blanques peó · g2 blanques peó · h2 blanques peó · a1 blanques torre · b1 blanques cavall · d1 blanques dama · e1 blanques rei · f1 blanques alfil · g1 blanques cavall · h1 blanques torre | 3 |
| 2 | a8 negres torre · b8 negres cavall · c8 negres alfil · d8 negres dama · e8 negres rei · g8 negres cavall · h8 negres torre · a7 negres peó · b7 negres peó · c7 negres peó · f7 negres peó · g7 negres peó · h7 negres peó · e5 blanques peó · b4 negres alfil · c4 blanques peó · e3 negres peó · a2 blanques peó · b2 blanques peó · d2 blanques alfil · f2 blanques peó · g2 blanques peó · h2 blanques peó · a1 blanques torre · b1 blanques cavall · d1 blanques dama · e1 blanques rei · f1 blanques alfil · g1 blanques cavall · h1 blanques torre | a8 negres torre · b8 negres cavall · c8 negres alfil · d8 negres dama · e8 negres rei · g8 negres cavall · h8 negres torre · a7 negres peó · b7 negres peó · c7 negres peó · f7 negres peó · g7 negres peó · h7 negres peó · e5 blanques peó · b4 negres alfil · c4 blanques peó · e3 negres peó · a2 blanques peó · b2 blanques peó · d2 blanques alfil · f2 blanques peó · g2 blanques peó · h2 blanques peó · a1 blanques torre · b1 blanques cavall · d1 blanques dama · e1 blanques rei · f1 blanques alfil · g1 blanques cavall · h1 blanques torre | a8 negres torre · b8 negres cavall · c8 negres alfil · d8 negres dama · e8 negres rei · g8 negres cavall · h8 negres torre · a7 negres peó · b7 negres peó · c7 negres peó · f7 negres peó · g7 negres peó · h7 negres peó · e5 blanques peó · b4 negres alfil · c4 blanques peó · e3 negres peó · a2 blanques peó · b2 blanques peó · d2 blanques alfil · f2 blanques peó · g2 blanques peó · h2 blanques peó · a1 blanques torre · b1 blanques cavall · d1 blanques dama · e1 blanques rei · f1 blanques alfil · g1 blanques cavall · h1 blanques torre | a8 negres torre · b8 negres cavall · c8 negres alfil · d8 negres dama · e8 negres rei · g8 negres cavall · h8 negres torre · a7 negres peó · b7 negres peó · c7 negres peó · f7 negres peó · g7 negres peó · h7 negres peó · e5 blanques peó · b4 negres alfil · c4 blanques peó · e3 negres peó · a2 blanques peó · b2 blanques peó · d2 blanques alfil · f2 blanques peó · g2 blanques peó · h2 blanques peó · a1 blanques torre · b1 blanques cavall · d1 blanques dama · e1 blanques rei · f1 blanques alfil · g1 blanques cavall · h1 blanques torre | a8 negres torre · b8 negres cavall · c8 negres alfil · d8 negres dama · e8 negres rei · g8 negres cavall · h8 negres torre · a7 negres peó · b7 negres peó · c7 negres peó · f7 negres peó · g7 negres peó · h7 negres peó · e5 blanques peó · b4 negres alfil · c4 blanques peó · e3 negres peó · a2 blanques peó · b2 blanques peó · d2 blanques alfil · f2 blanques peó · g2 blanques peó · h2 blanques peó · a1 blanques torre · b1 blanques cavall · d1 blanques dama · e1 blanques rei · f1 blanques alfil · g1 blanques cavall · h1 blanques torre | a8 negres torre · b8 negres cavall · c8 negres alfil · d8 negres dama · e8 negres rei · g8 negres cavall · h8 negres torre · a7 negres peó · b7 negres peó · c7 negres peó · f7 negres peó · g7 negres peó · h7 negres peó · e5 blanques peó · b4 negres alfil · c4 blanques peó · e3 negres peó · a2 blanques peó · b2 blanques peó · d2 blanques alfil · f2 blanques peó · g2 blanques peó · h2 blanques peó · a1 blanques torre · b1 blanques cavall · d1 blanques dama · e1 blanques rei · f1 blanques alfil · g1 blanques cavall · h1 blanques torre | a8 negres torre · b8 negres cavall · c8 negres alfil · d8 negres dama · e8 negres rei · g8 negres cavall · h8 negres torre · a7 negres peó · b7 negres peó · c7 negres peó · f7 negres peó · g7 negres peó · h7 negres peó · e5 blanques peó · b4 negres alfil · c4 blanques peó · e3 negres peó · a2 blanques peó · b2 blanques peó · d2 blanques alfil · f2 blanques peó · g2 blanques peó · h2 blanques peó · a1 blanques torre · b1 blanques cavall · d1 blanques dama · e1 blanques rei · f1 blanques alfil · g1 blanques cavall · h1 blanques torre | a8 negres torre · b8 negres cavall · c8 negres alfil · d8 negres dama · e8 negres rei · g8 negres cavall · h8 negres torre · a7 negres peó · b7 negres peó · c7 negres peó · f7 negres peó · g7 negres peó · h7 negres peó · e5 blanques peó · b4 negres alfil · c4 blanques peó · e3 negres peó · a2 blanques peó · b2 blanques peó · d2 blanques alfil · f2 blanques peó · g2 blanques peó · h2 blanques peó · a1 blanques torre · b1 blanques cavall · d1 blanques dama · e1 blanques rei · f1 blanques alfil · g1 blanques cavall · h1 blanques torre | 2 |
| 1 | a8 negres torre · b8 negres cavall · c8 negres alfil · d8 negres dama · e8 negres rei · g8 negres cavall · h8 negres torre · a7 negres peó · b7 negres peó · c7 negres peó · f7 negres peó · g7 negres peó · h7 negres peó · e5 blanques peó · b4 negres alfil · c4 blanques peó · e3 negres peó · a2 blanques peó · b2 blanques peó · d2 blanques alfil · f2 blanques peó · g2 blanques peó · h2 blanques peó · a1 blanques torre · b1 blanques cavall · d1 blanques dama · e1 blanques rei · f1 blanques alfil · g1 blanques cavall · h1 blanques torre | a8 negres torre · b8 negres cavall · c8 negres alfil · d8 negres dama · e8 negres rei · g8 negres cavall · h8 negres torre · a7 negres peó · b7 negres peó · c7 negres peó · f7 negres peó · g7 negres peó · h7 negres peó · e5 blanques peó · b4 negres alfil · c4 blanques peó · e3 negres peó · a2 blanques peó · b2 blanques peó · d2 blanques alfil · f2 blanques peó · g2 blanques peó · h2 blanques peó · a1 blanques torre · b1 blanques cavall · d1 blanques dama · e1 blanques rei · f1 blanques alfil · g1 blanques cavall · h1 blanques torre | a8 negres torre · b8 negres cavall · c8 negres alfil · d8 negres dama · e8 negres rei · g8 negres cavall · h8 negres torre · a7 negres peó · b7 negres peó · c7 negres peó · f7 negres peó · g7 negres peó · h7 negres peó · e5 blanques peó · b4 negres alfil · c4 blanques peó · e3 negres peó · a2 blanques peó · b2 blanques peó · d2 blanques alfil · f2 blanques peó · g2 blanques peó · h2 blanques peó · a1 blanques torre · b1 blanques cavall · d1 blanques dama · e1 blanques rei · f1 blanques alfil · g1 blanques cavall · h1 blanques torre | a8 negres torre · b8 negres cavall · c8 negres alfil · d8 negres dama · e8 negres rei · g8 negres cavall · h8 negres torre · a7 negres peó · b7 negres peó · c7 negres peó · f7 negres peó · g7 negres peó · h7 negres peó · e5 blanques peó · b4 negres alfil · c4 blanques peó · e3 negres peó · a2 blanques peó · b2 blanques peó · d2 blanques alfil · f2 blanques peó · g2 blanques peó · h2 blanques peó · a1 blanques torre · b1 blanques cavall · d1 blanques dama · e1 blanques rei · f1 blanques alfil · g1 blanques cavall · h1 blanques torre | a8 negres torre · b8 negres cavall · c8 negres alfil · d8 negres dama · e8 negres rei · g8 negres cavall · h8 negres torre · a7 negres peó · b7 negres peó · c7 negres peó · f7 negres peó · g7 negres peó · h7 negres peó · e5 blanques peó · b4 negres alfil · c4 blanques peó · e3 negres peó · a2 blanques peó · b2 blanques peó · d2 blanques alfil · f2 blanques peó · g2 blanques peó · h2 blanques peó · a1 blanques torre · b1 blanques cavall · d1 blanques dama · e1 blanques rei · f1 blanques alfil · g1 blanques cavall · h1 blanques torre | a8 negres torre · b8 negres cavall · c8 negres alfil · d8 negres dama · e8 negres rei · g8 negres cavall · h8 negres torre · a7 negres peó · b7 negres peó · c7 negres peó · f7 negres peó · g7 negres peó · h7 negres peó · e5 blanques peó · b4 negres alfil · c4 blanques peó · e3 negres peó · a2 blanques peó · b2 blanques peó · d2 blanques alfil · f2 blanques peó · g2 blanques peó · h2 blanques peó · a1 blanques torre · b1 blanques cavall · d1 blanques dama · e1 blanques rei · f1 blanques alfil · g1 blanques cavall · h1 blanques torre | a8 negres torre · b8 negres cavall · c8 negres alfil · d8 negres dama · e8 negres rei · g8 negres cavall · h8 negres torre · a7 negres peó · b7 negres peó · c7 negres peó · f7 negres peó · g7 negres peó · h7 negres peó · e5 blanques peó · b4 negres alfil · c4 blanques peó · e3 negres peó · a2 blanques peó · b2 blanques peó · d2 blanques alfil · f2 blanques peó · g2 blanques peó · h2 blanques peó · a1 blanques torre · b1 blanques cavall · d1 blanques dama · e1 blanques rei · f1 blanques alfil · g1 blanques cavall · h1 blanques torre | a8 negres torre · b8 negres cavall · c8 negres alfil · d8 negres dama · e8 negres rei · g8 negres cavall · h8 negres torre · a7 negres peó · b7 negres peó · c7 negres peó · f7 negres peó · g7 negres peó · h7 negres peó · e5 blanques peó · b4 negres alfil · c4 blanques peó · e3 negres peó · a2 blanques peó · b2 blanques peó · d2 blanques alfil · f2 blanques peó · g2 blanques peó · h2 blanques peó · a1 blanques torre · b1 blanques cavall · d1 blanques dama · e1 blanques rei · f1 blanques alfil · g1 blanques cavall · h1 blanques torre | 1 |
|   | a | b | c | d | e | f | g | h |   |

El contragambit Albin comença amb la seqüència de jugades:
1. d4 d5
2. c4 e5
3. dxe5 d4
El peó de d4 és més fort del que sembla.
4. e3?
Inacurada. Usual i millor és 4.Cf3.
4... Ab4+
5. Ad2 dxe3!
(Vegeu el diagrama). Ara la millor opció de les blanques és acceptar els peons doblats amb 6.fxe3.
6. Axb4??
Un error greu, caient en el parany de Lasker. En una partida en consulta de 1899 a Moscou, Blumenfeld, Boyarkow, i Falk, que portaven blanques contra Lasker, triaren 6.Da4+?, però les negres guanyaren igualment després d'aquest moviment. La partida continuà 6...Cc6 7.Axb4 Dh4 8.Ce2 Dxf2+ 9.Rd1 Ag4 10.Cc3 0-0-0+ 11.Ad6 cxd6 12.e6 fxe6 13.Rc1 Cf6 14.b4 d5 15.b5 Ce5 16.cxd5 Cxd5 17.Dc2 Cb4 18.Cd1+ Cxc2 19.Cxf2 Td2 i les blanques abandonaren.
|   | a | b | c | d | e | f | g | h |   |
| 8 | a8 negres torre · b8 negres cavall · c8 negres alfil · d8 negres dama · e8 negres rei · g8 negres cavall · h8 negres torre · a7 negres peó · b7 negres peó · c7 negres peó · f7 negres peó · g7 negres peó · h7 negres peó · e5 blanques peó · b4 blanques alfil · c4 blanques peó · a2 blanques peó · b2 blanques peó · e2 blanques rei · g2 blanques peó · h2 blanques peó · a1 blanques torre · b1 blanques cavall · d1 blanques dama · f1 blanques alfil · g1 negres cavall · h1 blanques torre | a8 negres torre · b8 negres cavall · c8 negres alfil · d8 negres dama · e8 negres rei · g8 negres cavall · h8 negres torre · a7 negres peó · b7 negres peó · c7 negres peó · f7 negres peó · g7 negres peó · h7 negres peó · e5 blanques peó · b4 blanques alfil · c4 blanques peó · a2 blanques peó · b2 blanques peó · e2 blanques rei · g2 blanques peó · h2 blanques peó · a1 blanques torre · b1 blanques cavall · d1 blanques dama · f1 blanques alfil · g1 negres cavall · h1 blanques torre | a8 negres torre · b8 negres cavall · c8 negres alfil · d8 negres dama · e8 negres rei · g8 negres cavall · h8 negres torre · a7 negres peó · b7 negres peó · c7 negres peó · f7 negres peó · g7 negres peó · h7 negres peó · e5 blanques peó · b4 blanques alfil · c4 blanques peó · a2 blanques peó · b2 blanques peó · e2 blanques rei · g2 blanques peó · h2 blanques peó · a1 blanques torre · b1 blanques cavall · d1 blanques dama · f1 blanques alfil · g1 negres cavall · h1 blanques torre | a8 negres torre · b8 negres cavall · c8 negres alfil · d8 negres dama · e8 negres rei · g8 negres cavall · h8 negres torre · a7 negres peó · b7 negres peó · c7 negres peó · f7 negres peó · g7 negres peó · h7 negres peó · e5 blanques peó · b4 blanques alfil · c4 blanques peó · a2 blanques peó · b2 blanques peó · e2 blanques rei · g2 blanques peó · h2 blanques peó · a1 blanques torre · b1 blanques cavall · d1 blanques dama · f1 blanques alfil · g1 negres cavall · h1 blanques torre | a8 negres torre · b8 negres cavall · c8 negres alfil · d8 negres dama · e8 negres rei · g8 negres cavall · h8 negres torre · a7 negres peó · b7 negres peó · c7 negres peó · f7 negres peó · g7 negres peó · h7 negres peó · e5 blanques peó · b4 blanques alfil · c4 blanques peó · a2 blanques peó · b2 blanques peó · e2 blanques rei · g2 blanques peó · h2 blanques peó · a1 blanques torre · b1 blanques cavall · d1 blanques dama · f1 blanques alfil · g1 negres cavall · h1 blanques torre | a8 negres torre · b8 negres cavall · c8 negres alfil · d8 negres dama · e8 negres rei · g8 negres cavall · h8 negres torre · a7 negres peó · b7 negres peó · c7 negres peó · f7 negres peó · g7 negres peó · h7 negres peó · e5 blanques peó · b4 blanques alfil · c4 blanques peó · a2 blanques peó · b2 blanques peó · e2 blanques rei · g2 blanques peó · h2 blanques peó · a1 blanques torre · b1 blanques cavall · d1 blanques dama · f1 blanques alfil · g1 negres cavall · h1 blanques torre | a8 negres torre · b8 negres cavall · c8 negres alfil · d8 negres dama · e8 negres rei · g8 negres cavall · h8 negres torre · a7 negres peó · b7 negres peó · c7 negres peó · f7 negres peó · g7 negres peó · h7 negres peó · e5 blanques peó · b4 blanques alfil · c4 blanques peó · a2 blanques peó · b2 blanques peó · e2 blanques rei · g2 blanques peó · h2 blanques peó · a1 blanques torre · b1 blanques cavall · d1 blanques dama · f1 blanques alfil · g1 negres cavall · h1 blanques torre | a8 negres torre · b8 negres cavall · c8 negres alfil · d8 negres dama · e8 negres rei · g8 negres cavall · h8 negres torre · a7 negres peó · b7 negres peó · c7 negres peó · f7 negres peó · g7 negres peó · h7 negres peó · e5 blanques peó · b4 blanques alfil · c4 blanques peó · a2 blanques peó · b2 blanques peó · e2 blanques rei · g2 blanques peó · h2 blanques peó · a1 blanques torre · b1 blanques cavall · d1 blanques dama · f1 blanques alfil · g1 negres cavall · h1 blanques torre | 8 |
| 7 | a8 negres torre · b8 negres cavall · c8 negres alfil · d8 negres dama · e8 negres rei · g8 negres cavall · h8 negres torre · a7 negres peó · b7 negres peó · c7 negres peó · f7 negres peó · g7 negres peó · h7 negres peó · e5 blanques peó · b4 blanques alfil · c4 blanques peó · a2 blanques peó · b2 blanques peó · e2 blanques rei · g2 blanques peó · h2 blanques peó · a1 blanques torre · b1 blanques cavall · d1 blanques dama · f1 blanques alfil · g1 negres cavall · h1 blanques torre | a8 negres torre · b8 negres cavall · c8 negres alfil · d8 negres dama · e8 negres rei · g8 negres cavall · h8 negres torre · a7 negres peó · b7 negres peó · c7 negres peó · f7 negres peó · g7 negres peó · h7 negres peó · e5 blanques peó · b4 blanques alfil · c4 blanques peó · a2 blanques peó · b2 blanques peó · e2 blanques rei · g2 blanques peó · h2 blanques peó · a1 blanques torre · b1 blanques cavall · d1 blanques dama · f1 blanques alfil · g1 negres cavall · h1 blanques torre | a8 negres torre · b8 negres cavall · c8 negres alfil · d8 negres dama · e8 negres rei · g8 negres cavall · h8 negres torre · a7 negres peó · b7 negres peó · c7 negres peó · f7 negres peó · g7 negres peó · h7 negres peó · e5 blanques peó · b4 blanques alfil · c4 blanques peó · a2 blanques peó · b2 blanques peó · e2 blanques rei · g2 blanques peó · h2 blanques peó · a1 blanques torre · b1 blanques cavall · d1 blanques dama · f1 blanques alfil · g1 negres cavall · h1 blanques torre | a8 negres torre · b8 negres cavall · c8 negres alfil · d8 negres dama · e8 negres rei · g8 negres cavall · h8 negres torre · a7 negres peó · b7 negres peó · c7 negres peó · f7 negres peó · g7 negres peó · h7 negres peó · e5 blanques peó · b4 blanques alfil · c4 blanques peó · a2 blanques peó · b2 blanques peó · e2 blanques rei · g2 blanques peó · h2 blanques peó · a1 blanques torre · b1 blanques cavall · d1 blanques dama · f1 blanques alfil · g1 negres cavall · h1 blanques torre | a8 negres torre · b8 negres cavall · c8 negres alfil · d8 negres dama · e8 negres rei · g8 negres cavall · h8 negres torre · a7 negres peó · b7 negres peó · c7 negres peó · f7 negres peó · g7 negres peó · h7 negres peó · e5 blanques peó · b4 blanques alfil · c4 blanques peó · a2 blanques peó · b2 blanques peó · e2 blanques rei · g2 blanques peó · h2 blanques peó · a1 blanques torre · b1 blanques cavall · d1 blanques dama · f1 blanques alfil · g1 negres cavall · h1 blanques torre | a8 negres torre · b8 negres cavall · c8 negres alfil · d8 negres dama · e8 negres rei · g8 negres cavall · h8 negres torre · a7 negres peó · b7 negres peó · c7 negres peó · f7 negres peó · g7 negres peó · h7 negres peó · e5 blanques peó · b4 blanques alfil · c4 blanques peó · a2 blanques peó · b2 blanques peó · e2 blanques rei · g2 blanques peó · h2 blanques peó · a1 blanques torre · b1 blanques cavall · d1 blanques dama · f1 blanques alfil · g1 negres cavall · h1 blanques torre | a8 negres torre · b8 negres cavall · c8 negres alfil · d8 negres dama · e8 negres rei · g8 negres cavall · h8 negres torre · a7 negres peó · b7 negres peó · c7 negres peó · f7 negres peó · g7 negres peó · h7 negres peó · e5 blanques peó · b4 blanques alfil · c4 blanques peó · a2 blanques peó · b2 blanques peó · e2 blanques rei · g2 blanques peó · h2 blanques peó · a1 blanques torre · b1 blanques cavall · d1 blanques dama · f1 blanques alfil · g1 negres cavall · h1 blanques torre | a8 negres torre · b8 negres cavall · c8 negres alfil · d8 negres dama · e8 negres rei · g8 negres cavall · h8 negres torre · a7 negres peó · b7 negres peó · c7 negres peó · f7 negres peó · g7 negres peó · h7 negres peó · e5 blanques peó · b4 blanques alfil · c4 blanques peó · a2 blanques peó · b2 blanques peó · e2 blanques rei · g2 blanques peó · h2 blanques peó · a1 blanques torre · b1 blanques cavall · d1 blanques dama · f1 blanques alfil · g1 negres cavall · h1 blanques torre | 7 |
| 6 | a8 negres torre · b8 negres cavall · c8 negres alfil · d8 negres dama · e8 negres rei · g8 negres cavall · h8 negres torre · a7 negres peó · b7 negres peó · c7 negres peó · f7 negres peó · g7 negres peó · h7 negres peó · e5 blanques peó · b4 blanques alfil · c4 blanques peó · a2 blanques peó · b2 blanques peó · e2 blanques rei · g2 blanques peó · h2 blanques peó · a1 blanques torre · b1 blanques cavall · d1 blanques dama · f1 blanques alfil · g1 negres cavall · h1 blanques torre | a8 negres torre · b8 negres cavall · c8 negres alfil · d8 negres dama · e8 negres rei · g8 negres cavall · h8 negres torre · a7 negres peó · b7 negres peó · c7 negres peó · f7 negres peó · g7 negres peó · h7 negres peó · e5 blanques peó · b4 blanques alfil · c4 blanques peó · a2 blanques peó · b2 blanques peó · e2 blanques rei · g2 blanques peó · h2 blanques peó · a1 blanques torre · b1 blanques cavall · d1 blanques dama · f1 blanques alfil · g1 negres cavall · h1 blanques torre | a8 negres torre · b8 negres cavall · c8 negres alfil · d8 negres dama · e8 negres rei · g8 negres cavall · h8 negres torre · a7 negres peó · b7 negres peó · c7 negres peó · f7 negres peó · g7 negres peó · h7 negres peó · e5 blanques peó · b4 blanques alfil · c4 blanques peó · a2 blanques peó · b2 blanques peó · e2 blanques rei · g2 blanques peó · h2 blanques peó · a1 blanques torre · b1 blanques cavall · d1 blanques dama · f1 blanques alfil · g1 negres cavall · h1 blanques torre | a8 negres torre · b8 negres cavall · c8 negres alfil · d8 negres dama · e8 negres rei · g8 negres cavall · h8 negres torre · a7 negres peó · b7 negres peó · c7 negres peó · f7 negres peó · g7 negres peó · h7 negres peó · e5 blanques peó · b4 blanques alfil · c4 blanques peó · a2 blanques peó · b2 blanques peó · e2 blanques rei · g2 blanques peó · h2 blanques peó · a1 blanques torre · b1 blanques cavall · d1 blanques dama · f1 blanques alfil · g1 negres cavall · h1 blanques torre | a8 negres torre · b8 negres cavall · c8 negres alfil · d8 negres dama · e8 negres rei · g8 negres cavall · h8 negres torre · a7 negres peó · b7 negres peó · c7 negres peó · f7 negres peó · g7 negres peó · h7 negres peó · e5 blanques peó · b4 blanques alfil · c4 blanques peó · a2 blanques peó · b2 blanques peó · e2 blanques rei · g2 blanques peó · h2 blanques peó · a1 blanques torre · b1 blanques cavall · d1 blanques dama · f1 blanques alfil · g1 negres cavall · h1 blanques torre | a8 negres torre · b8 negres cavall · c8 negres alfil · d8 negres dama · e8 negres rei · g8 negres cavall · h8 negres torre · a7 negres peó · b7 negres peó · c7 negres peó · f7 negres peó · g7 negres peó · h7 negres peó · e5 blanques peó · b4 blanques alfil · c4 blanques peó · a2 blanques peó · b2 blanques peó · e2 blanques rei · g2 blanques peó · h2 blanques peó · a1 blanques torre · b1 blanques cavall · d1 blanques dama · f1 blanques alfil · g1 negres cavall · h1 blanques torre | a8 negres torre · b8 negres cavall · c8 negres alfil · d8 negres dama · e8 negres rei · g8 negres cavall · h8 negres torre · a7 negres peó · b7 negres peó · c7 negres peó · f7 negres peó · g7 negres peó · h7 negres peó · e5 blanques peó · b4 blanques alfil · c4 blanques peó · a2 blanques peó · b2 blanques peó · e2 blanques rei · g2 blanques peó · h2 blanques peó · a1 blanques torre · b1 blanques cavall · d1 blanques dama · f1 blanques alfil · g1 negres cavall · h1 blanques torre | a8 negres torre · b8 negres cavall · c8 negres alfil · d8 negres dama · e8 negres rei · g8 negres cavall · h8 negres torre · a7 negres peó · b7 negres peó · c7 negres peó · f7 negres peó · g7 negres peó · h7 negres peó · e5 blanques peó · b4 blanques alfil · c4 blanques peó · a2 blanques peó · b2 blanques peó · e2 blanques rei · g2 blanques peó · h2 blanques peó · a1 blanques torre · b1 blanques cavall · d1 blanques dama · f1 blanques alfil · g1 negres cavall · h1 blanques torre | 6 |
| 5 | a8 negres torre · b8 negres cavall · c8 negres alfil · d8 negres dama · e8 negres rei · g8 negres cavall · h8 negres torre · a7 negres peó · b7 negres peó · c7 negres peó · f7 negres peó · g7 negres peó · h7 negres peó · e5 blanques peó · b4 blanques alfil · c4 blanques peó · a2 blanques peó · b2 blanques peó · e2 blanques rei · g2 blanques peó · h2 blanques peó · a1 blanques torre · b1 blanques cavall · d1 blanques dama · f1 blanques alfil · g1 negres cavall · h1 blanques torre | a8 negres torre · b8 negres cavall · c8 negres alfil · d8 negres dama · e8 negres rei · g8 negres cavall · h8 negres torre · a7 negres peó · b7 negres peó · c7 negres peó · f7 negres peó · g7 negres peó · h7 negres peó · e5 blanques peó · b4 blanques alfil · c4 blanques peó · a2 blanques peó · b2 blanques peó · e2 blanques rei · g2 blanques peó · h2 blanques peó · a1 blanques torre · b1 blanques cavall · d1 blanques dama · f1 blanques alfil · g1 negres cavall · h1 blanques torre | a8 negres torre · b8 negres cavall · c8 negres alfil · d8 negres dama · e8 negres rei · g8 negres cavall · h8 negres torre · a7 negres peó · b7 negres peó · c7 negres peó · f7 negres peó · g7 negres peó · h7 negres peó · e5 blanques peó · b4 blanques alfil · c4 blanques peó · a2 blanques peó · b2 blanques peó · e2 blanques rei · g2 blanques peó · h2 blanques peó · a1 blanques torre · b1 blanques cavall · d1 blanques dama · f1 blanques alfil · g1 negres cavall · h1 blanques torre | a8 negres torre · b8 negres cavall · c8 negres alfil · d8 negres dama · e8 negres rei · g8 negres cavall · h8 negres torre · a7 negres peó · b7 negres peó · c7 negres peó · f7 negres peó · g7 negres peó · h7 negres peó · e5 blanques peó · b4 blanques alfil · c4 blanques peó · a2 blanques peó · b2 blanques peó · e2 blanques rei · g2 blanques peó · h2 blanques peó · a1 blanques torre · b1 blanques cavall · d1 blanques dama · f1 blanques alfil · g1 negres cavall · h1 blanques torre | a8 negres torre · b8 negres cavall · c8 negres alfil · d8 negres dama · e8 negres rei · g8 negres cavall · h8 negres torre · a7 negres peó · b7 negres peó · c7 negres peó · f7 negres peó · g7 negres peó · h7 negres peó · e5 blanques peó · b4 blanques alfil · c4 blanques peó · a2 blanques peó · b2 blanques peó · e2 blanques rei · g2 blanques peó · h2 blanques peó · a1 blanques torre · b1 blanques cavall · d1 blanques dama · f1 blanques alfil · g1 negres cavall · h1 blanques torre | a8 negres torre · b8 negres cavall · c8 negres alfil · d8 negres dama · e8 negres rei · g8 negres cavall · h8 negres torre · a7 negres peó · b7 negres peó · c7 negres peó · f7 negres peó · g7 negres peó · h7 negres peó · e5 blanques peó · b4 blanques alfil · c4 blanques peó · a2 blanques peó · b2 blanques peó · e2 blanques rei · g2 blanques peó · h2 blanques peó · a1 blanques torre · b1 blanques cavall · d1 blanques dama · f1 blanques alfil · g1 negres cavall · h1 blanques torre | a8 negres torre · b8 negres cavall · c8 negres alfil · d8 negres dama · e8 negres rei · g8 negres cavall · h8 negres torre · a7 negres peó · b7 negres peó · c7 negres peó · f7 negres peó · g7 negres peó · h7 negres peó · e5 blanques peó · b4 blanques alfil · c4 blanques peó · a2 blanques peó · b2 blanques peó · e2 blanques rei · g2 blanques peó · h2 blanques peó · a1 blanques torre · b1 blanques cavall · d1 blanques dama · f1 blanques alfil · g1 negres cavall · h1 blanques torre | a8 negres torre · b8 negres cavall · c8 negres alfil · d8 negres dama · e8 negres rei · g8 negres cavall · h8 negres torre · a7 negres peó · b7 negres peó · c7 negres peó · f7 negres peó · g7 negres peó · h7 negres peó · e5 blanques peó · b4 blanques alfil · c4 blanques peó · a2 blanques peó · b2 blanques peó · e2 blanques rei · g2 blanques peó · h2 blanques peó · a1 blanques torre · b1 blanques cavall · d1 blanques dama · f1 blanques alfil · g1 negres cavall · h1 blanques torre | 5 |
| 4 | a8 negres torre · b8 negres cavall · c8 negres alfil · d8 negres dama · e8 negres rei · g8 negres cavall · h8 negres torre · a7 negres peó · b7 negres peó · c7 negres peó · f7 negres peó · g7 negres peó · h7 negres peó · e5 blanques peó · b4 blanques alfil · c4 blanques peó · a2 blanques peó · b2 blanques peó · e2 blanques rei · g2 blanques peó · h2 blanques peó · a1 blanques torre · b1 blanques cavall · d1 blanques dama · f1 blanques alfil · g1 negres cavall · h1 blanques torre | a8 negres torre · b8 negres cavall · c8 negres alfil · d8 negres dama · e8 negres rei · g8 negres cavall · h8 negres torre · a7 negres peó · b7 negres peó · c7 negres peó · f7 negres peó · g7 negres peó · h7 negres peó · e5 blanques peó · b4 blanques alfil · c4 blanques peó · a2 blanques peó · b2 blanques peó · e2 blanques rei · g2 blanques peó · h2 blanques peó · a1 blanques torre · b1 blanques cavall · d1 blanques dama · f1 blanques alfil · g1 negres cavall · h1 blanques torre | a8 negres torre · b8 negres cavall · c8 negres alfil · d8 negres dama · e8 negres rei · g8 negres cavall · h8 negres torre · a7 negres peó · b7 negres peó · c7 negres peó · f7 negres peó · g7 negres peó · h7 negres peó · e5 blanques peó · b4 blanques alfil · c4 blanques peó · a2 blanques peó · b2 blanques peó · e2 blanques rei · g2 blanques peó · h2 blanques peó · a1 blanques torre · b1 blanques cavall · d1 blanques dama · f1 blanques alfil · g1 negres cavall · h1 blanques torre | a8 negres torre · b8 negres cavall · c8 negres alfil · d8 negres dama · e8 negres rei · g8 negres cavall · h8 negres torre · a7 negres peó · b7 negres peó · c7 negres peó · f7 negres peó · g7 negres peó · h7 negres peó · e5 blanques peó · b4 blanques alfil · c4 blanques peó · a2 blanques peó · b2 blanques peó · e2 blanques rei · g2 blanques peó · h2 blanques peó · a1 blanques torre · b1 blanques cavall · d1 blanques dama · f1 blanques alfil · g1 negres cavall · h1 blanques torre | a8 negres torre · b8 negres cavall · c8 negres alfil · d8 negres dama · e8 negres rei · g8 negres cavall · h8 negres torre · a7 negres peó · b7 negres peó · c7 negres peó · f7 negres peó · g7 negres peó · h7 negres peó · e5 blanques peó · b4 blanques alfil · c4 blanques peó · a2 blanques peó · b2 blanques peó · e2 blanques rei · g2 blanques peó · h2 blanques peó · a1 blanques torre · b1 blanques cavall · d1 blanques dama · f1 blanques alfil · g1 negres cavall · h1 blanques torre | a8 negres torre · b8 negres cavall · c8 negres alfil · d8 negres dama · e8 negres rei · g8 negres cavall · h8 negres torre · a7 negres peó · b7 negres peó · c7 negres peó · f7 negres peó · g7 negres peó · h7 negres peó · e5 blanques peó · b4 blanques alfil · c4 blanques peó · a2 blanques peó · b2 blanques peó · e2 blanques rei · g2 blanques peó · h2 blanques peó · a1 blanques torre · b1 blanques cavall · d1 blanques dama · f1 blanques alfil · g1 negres cavall · h1 blanques torre | a8 negres torre · b8 negres cavall · c8 negres alfil · d8 negres dama · e8 negres rei · g8 negres cavall · h8 negres torre · a7 negres peó · b7 negres peó · c7 negres peó · f7 negres peó · g7 negres peó · h7 negres peó · e5 blanques peó · b4 blanques alfil · c4 blanques peó · a2 blanques peó · b2 blanques peó · e2 blanques rei · g2 blanques peó · h2 blanques peó · a1 blanques torre · b1 blanques cavall · d1 blanques dama · f1 blanques alfil · g1 negres cavall · h1 blanques torre | a8 negres torre · b8 negres cavall · c8 negres alfil · d8 negres dama · e8 negres rei · g8 negres cavall · h8 negres torre · a7 negres peó · b7 negres peó · c7 negres peó · f7 negres peó · g7 negres peó · h7 negres peó · e5 blanques peó · b4 blanques alfil · c4 blanques peó · a2 blanques peó · b2 blanques peó · e2 blanques rei · g2 blanques peó · h2 blanques peó · a1 blanques torre · b1 blanques cavall · d1 blanques dama · f1 blanques alfil · g1 negres cavall · h1 blanques torre | 4 |
| 3 | a8 negres torre · b8 negres cavall · c8 negres alfil · d8 negres dama · e8 negres rei · g8 negres cavall · h8 negres torre · a7 negres peó · b7 negres peó · c7 negres peó · f7 negres peó · g7 negres peó · h7 negres peó · e5 blanques peó · b4 blanques alfil · c4 blanques peó · a2 blanques peó · b2 blanques peó · e2 blanques rei · g2 blanques peó · h2 blanques peó · a1 blanques torre · b1 blanques cavall · d1 blanques dama · f1 blanques alfil · g1 negres cavall · h1 blanques torre | a8 negres torre · b8 negres cavall · c8 negres alfil · d8 negres dama · e8 negres rei · g8 negres cavall · h8 negres torre · a7 negres peó · b7 negres peó · c7 negres peó · f7 negres peó · g7 negres peó · h7 negres peó · e5 blanques peó · b4 blanques alfil · c4 blanques peó · a2 blanques peó · b2 blanques peó · e2 blanques rei · g2 blanques peó · h2 blanques peó · a1 blanques torre · b1 blanques cavall · d1 blanques dama · f1 blanques alfil · g1 negres cavall · h1 blanques torre | a8 negres torre · b8 negres cavall · c8 negres alfil · d8 negres dama · e8 negres rei · g8 negres cavall · h8 negres torre · a7 negres peó · b7 negres peó · c7 negres peó · f7 negres peó · g7 negres peó · h7 negres peó · e5 blanques peó · b4 blanques alfil · c4 blanques peó · a2 blanques peó · b2 blanques peó · e2 blanques rei · g2 blanques peó · h2 blanques peó · a1 blanques torre · b1 blanques cavall · d1 blanques dama · f1 blanques alfil · g1 negres cavall · h1 blanques torre | a8 negres torre · b8 negres cavall · c8 negres alfil · d8 negres dama · e8 negres rei · g8 negres cavall · h8 negres torre · a7 negres peó · b7 negres peó · c7 negres peó · f7 negres peó · g7 negres peó · h7 negres peó · e5 blanques peó · b4 blanques alfil · c4 blanques peó · a2 blanques peó · b2 blanques peó · e2 blanques rei · g2 blanques peó · h2 blanques peó · a1 blanques torre · b1 blanques cavall · d1 blanques dama · f1 blanques alfil · g1 negres cavall · h1 blanques torre | a8 negres torre · b8 negres cavall · c8 negres alfil · d8 negres dama · e8 negres rei · g8 negres cavall · h8 negres torre · a7 negres peó · b7 negres peó · c7 negres peó · f7 negres peó · g7 negres peó · h7 negres peó · e5 blanques peó · b4 blanques alfil · c4 blanques peó · a2 blanques peó · b2 blanques peó · e2 blanques rei · g2 blanques peó · h2 blanques peó · a1 blanques torre · b1 blanques cavall · d1 blanques dama · f1 blanques alfil · g1 negres cavall · h1 blanques torre | a8 negres torre · b8 negres cavall · c8 negres alfil · d8 negres dama · e8 negres rei · g8 negres cavall · h8 negres torre · a7 negres peó · b7 negres peó · c7 negres peó · f7 negres peó · g7 negres peó · h7 negres peó · e5 blanques peó · b4 blanques alfil · c4 blanques peó · a2 blanques peó · b2 blanques peó · e2 blanques rei · g2 blanques peó · h2 blanques peó · a1 blanques torre · b1 blanques cavall · d1 blanques dama · f1 blanques alfil · g1 negres cavall · h1 blanques torre | a8 negres torre · b8 negres cavall · c8 negres alfil · d8 negres dama · e8 negres rei · g8 negres cavall · h8 negres torre · a7 negres peó · b7 negres peó · c7 negres peó · f7 negres peó · g7 negres peó · h7 negres peó · e5 blanques peó · b4 blanques alfil · c4 blanques peó · a2 blanques peó · b2 blanques peó · e2 blanques rei · g2 blanques peó · h2 blanques peó · a1 blanques torre · b1 blanques cavall · d1 blanques dama · f1 blanques alfil · g1 negres cavall · h1 blanques torre | a8 negres torre · b8 negres cavall · c8 negres alfil · d8 negres dama · e8 negres rei · g8 negres cavall · h8 negres torre · a7 negres peó · b7 negres peó · c7 negres peó · f7 negres peó · g7 negres peó · h7 negres peó · e5 blanques peó · b4 blanques alfil · c4 blanques peó · a2 blanques peó · b2 blanques peó · e2 blanques rei · g2 blanques peó · h2 blanques peó · a1 blanques torre · b1 blanques cavall · d1 blanques dama · f1 blanques alfil · g1 negres cavall · h1 blanques torre | 3 |
| 2 | a8 negres torre · b8 negres cavall · c8 negres alfil · d8 negres dama · e8 negres rei · g8 negres cavall · h8 negres torre · a7 negres peó · b7 negres peó · c7 negres peó · f7 negres peó · g7 negres peó · h7 negres peó · e5 blanques peó · b4 blanques alfil · c4 blanques peó · a2 blanques peó · b2 blanques peó · e2 blanques rei · g2 blanques peó · h2 blanques peó · a1 blanques torre · b1 blanques cavall · d1 blanques dama · f1 blanques alfil · g1 negres cavall · h1 blanques torre | a8 negres torre · b8 negres cavall · c8 negres alfil · d8 negres dama · e8 negres rei · g8 negres cavall · h8 negres torre · a7 negres peó · b7 negres peó · c7 negres peó · f7 negres peó · g7 negres peó · h7 negres peó · e5 blanques peó · b4 blanques alfil · c4 blanques peó · a2 blanques peó · b2 blanques peó · e2 blanques rei · g2 blanques peó · h2 blanques peó · a1 blanques torre · b1 blanques cavall · d1 blanques dama · f1 blanques alfil · g1 negres cavall · h1 blanques torre | a8 negres torre · b8 negres cavall · c8 negres alfil · d8 negres dama · e8 negres rei · g8 negres cavall · h8 negres torre · a7 negres peó · b7 negres peó · c7 negres peó · f7 negres peó · g7 negres peó · h7 negres peó · e5 blanques peó · b4 blanques alfil · c4 blanques peó · a2 blanques peó · b2 blanques peó · e2 blanques rei · g2 blanques peó · h2 blanques peó · a1 blanques torre · b1 blanques cavall · d1 blanques dama · f1 blanques alfil · g1 negres cavall · h1 blanques torre | a8 negres torre · b8 negres cavall · c8 negres alfil · d8 negres dama · e8 negres rei · g8 negres cavall · h8 negres torre · a7 negres peó · b7 negres peó · c7 negres peó · f7 negres peó · g7 negres peó · h7 negres peó · e5 blanques peó · b4 blanques alfil · c4 blanques peó · a2 blanques peó · b2 blanques peó · e2 blanques rei · g2 blanques peó · h2 blanques peó · a1 blanques torre · b1 blanques cavall · d1 blanques dama · f1 blanques alfil · g1 negres cavall · h1 blanques torre | a8 negres torre · b8 negres cavall · c8 negres alfil · d8 negres dama · e8 negres rei · g8 negres cavall · h8 negres torre · a7 negres peó · b7 negres peó · c7 negres peó · f7 negres peó · g7 negres peó · h7 negres peó · e5 blanques peó · b4 blanques alfil · c4 blanques peó · a2 blanques peó · b2 blanques peó · e2 blanques rei · g2 blanques peó · h2 blanques peó · a1 blanques torre · b1 blanques cavall · d1 blanques dama · f1 blanques alfil · g1 negres cavall · h1 blanques torre | a8 negres torre · b8 negres cavall · c8 negres alfil · d8 negres dama · e8 negres rei · g8 negres cavall · h8 negres torre · a7 negres peó · b7 negres peó · c7 negres peó · f7 negres peó · g7 negres peó · h7 negres peó · e5 blanques peó · b4 blanques alfil · c4 blanques peó · a2 blanques peó · b2 blanques peó · e2 blanques rei · g2 blanques peó · h2 blanques peó · a1 blanques torre · b1 blanques cavall · d1 blanques dama · f1 blanques alfil · g1 negres cavall · h1 blanques torre | a8 negres torre · b8 negres cavall · c8 negres alfil · d8 negres dama · e8 negres rei · g8 negres cavall · h8 negres torre · a7 negres peó · b7 negres peó · c7 negres peó · f7 negres peó · g7 negres peó · h7 negres peó · e5 blanques peó · b4 blanques alfil · c4 blanques peó · a2 blanques peó · b2 blanques peó · e2 blanques rei · g2 blanques peó · h2 blanques peó · a1 blanques torre · b1 blanques cavall · d1 blanques dama · f1 blanques alfil · g1 negres cavall · h1 blanques torre | a8 negres torre · b8 negres cavall · c8 negres alfil · d8 negres dama · e8 negres rei · g8 negres cavall · h8 negres torre · a7 negres peó · b7 negres peó · c7 negres peó · f7 negres peó · g7 negres peó · h7 negres peó · e5 blanques peó · b4 blanques alfil · c4 blanques peó · a2 blanques peó · b2 blanques peó · e2 blanques rei · g2 blanques peó · h2 blanques peó · a1 blanques torre · b1 blanques cavall · d1 blanques dama · f1 blanques alfil · g1 negres cavall · h1 blanques torre | 2 |
| 1 | a8 negres torre · b8 negres cavall · c8 negres alfil · d8 negres dama · e8 negres rei · g8 negres cavall · h8 negres torre · a7 negres peó · b7 negres peó · c7 negres peó · f7 negres peó · g7 negres peó · h7 negres peó · e5 blanques peó · b4 blanques alfil · c4 blanques peó · a2 blanques peó · b2 blanques peó · e2 blanques rei · g2 blanques peó · h2 blanques peó · a1 blanques torre · b1 blanques cavall · d1 blanques dama · f1 blanques alfil · g1 negres cavall · h1 blanques torre | a8 negres torre · b8 negres cavall · c8 negres alfil · d8 negres dama · e8 negres rei · g8 negres cavall · h8 negres torre · a7 negres peó · b7 negres peó · c7 negres peó · f7 negres peó · g7 negres peó · h7 negres peó · e5 blanques peó · b4 blanques alfil · c4 blanques peó · a2 blanques peó · b2 blanques peó · e2 blanques rei · g2 blanques peó · h2 blanques peó · a1 blanques torre · b1 blanques cavall · d1 blanques dama · f1 blanques alfil · g1 negres cavall · h1 blanques torre | a8 negres torre · b8 negres cavall · c8 negres alfil · d8 negres dama · e8 negres rei · g8 negres cavall · h8 negres torre · a7 negres peó · b7 negres peó · c7 negres peó · f7 negres peó · g7 negres peó · h7 negres peó · e5 blanques peó · b4 blanques alfil · c4 blanques peó · a2 blanques peó · b2 blanques peó · e2 blanques rei · g2 blanques peó · h2 blanques peó · a1 blanques torre · b1 blanques cavall · d1 blanques dama · f1 blanques alfil · g1 negres cavall · h1 blanques torre | a8 negres torre · b8 negres cavall · c8 negres alfil · d8 negres dama · e8 negres rei · g8 negres cavall · h8 negres torre · a7 negres peó · b7 negres peó · c7 negres peó · f7 negres peó · g7 negres peó · h7 negres peó · e5 blanques peó · b4 blanques alfil · c4 blanques peó · a2 blanques peó · b2 blanques peó · e2 blanques rei · g2 blanques peó · h2 blanques peó · a1 blanques torre · b1 blanques cavall · d1 blanques dama · f1 blanques alfil · g1 negres cavall · h1 blanques torre | a8 negres torre · b8 negres cavall · c8 negres alfil · d8 negres dama · e8 negres rei · g8 negres cavall · h8 negres torre · a7 negres peó · b7 negres peó · c7 negres peó · f7 negres peó · g7 negres peó · h7 negres peó · e5 blanques peó · b4 blanques alfil · c4 blanques peó · a2 blanques peó · b2 blanques peó · e2 blanques rei · g2 blanques peó · h2 blanques peó · a1 blanques torre · b1 blanques cavall · d1 blanques dama · f1 blanques alfil · g1 negres cavall · h1 blanques torre | a8 negres torre · b8 negres cavall · c8 negres alfil · d8 negres dama · e8 negres rei · g8 negres cavall · h8 negres torre · a7 negres peó · b7 negres peó · c7 negres peó · f7 negres peó · g7 negres peó · h7 negres peó · e5 blanques peó · b4 blanques alfil · c4 blanques peó · a2 blanques peó · b2 blanques peó · e2 blanques rei · g2 blanques peó · h2 blanques peó · a1 blanques torre · b1 blanques cavall · d1 blanques dama · f1 blanques alfil · g1 negres cavall · h1 blanques torre | a8 negres torre · b8 negres cavall · c8 negres alfil · d8 negres dama · e8 negres rei · g8 negres cavall · h8 negres torre · a7 negres peó · b7 negres peó · c7 negres peó · f7 negres peó · g7 negres peó · h7 negres peó · e5 blanques peó · b4 blanques alfil · c4 blanques peó · a2 blanques peó · b2 blanques peó · e2 blanques rei · g2 blanques peó · h2 blanques peó · a1 blanques torre · b1 blanques cavall · d1 blanques dama · f1 blanques alfil · g1 negres cavall · h1 blanques torre | a8 negres torre · b8 negres cavall · c8 negres alfil · d8 negres dama · e8 negres rei · g8 negres cavall · h8 negres torre · a7 negres peó · b7 negres peó · c7 negres peó · f7 negres peó · g7 negres peó · h7 negres peó · e5 blanques peó · b4 blanques alfil · c4 blanques peó · a2 blanques peó · b2 blanques peó · e2 blanques rei · g2 blanques peó · h2 blanques peó · a1 blanques torre · b1 blanques cavall · d1 blanques dama · f1 blanques alfil · g1 negres cavall · h1 blanques torre | 1 |
|   | a | b | c | d | e | f | g | h |   |

L'Enciclopèdia d'Obertures d'escacs (volum D) dona 6.fxe3 com a moviment relativament millor. Les negres tenen un avantatge significatiu, però les blanques han evitat el pitjor i encara es poden defensar.
6... exf2+
Ara 7.Rxf2 perdria la dama a causa de 7...Dxd1, així que les blanques han de fer 7.Re2.
7. Re2 fxg1=C+!
La promoció menor és la clau de la trampa. (Si en canvi 7...fxg1=D, llavors 8.Dxd8+ Rxd8 9.Txg1 està bé per les blanques.) Ara 8.Txg1 Ag4+ enfila la dama blanca, de manera que el rei s'ha de moure novament.
8. Re1 Dh4+
Si les blanques trien 9.g3 llavors la forquilla 9...De4+ guanya la torre d'h1.
9. Rd2 Cc6
La posició blanca no té esperança. Després de 10.Ac3 Ag4 seguida de 11...0-0-0+ esclafa.